# Krupa (obwód grodzieński)
Krupa (biał. Крупава, Krupawa; ros. Крупово, Krupowo) – agromiasteczko na Białorusi, w obwodzie grodzieńskim, w rejonie lidzkim, w sielsowiecie Krupa, nad Krupką.
Siedziba rzymskokatolickiej parafii Trójcy Przenajświętszej.

## Historia
W 1460 zbudowano tu kościół katolicki. W Rzeczypospolitej Obojga Narodów wieś leżała w województwie wileńskim, w powiecie lidzkim.
W XIX i w początkach XX w. wieś i folwark położone w Rosji, w guberni wileńskiej, w powiecie lidzkim, w gminie Lida. Folwark był własnością Szukiewiczów.
W dwudziestoleciu międzywojennym leżała w Polsce, w województwie nowogródzkim, w powiecie lidzkim, w gminie Lida. W 1921 wieś liczyła 156 mieszkańców, zamieszkałych w 30 budynkach, wyłącznie Polaków wyznania rzymskokatolickiego. Folwark zaś liczył 42 mieszkańców, zamieszkałych w 7 budynkach, wyłącznie Polaków. 24 mieszkańców było wyznania rzymskokatolickiego, 14 mojżeszowego i 4 prawosławnego.
Po II wojnie światowej w granicach Związku Sowieckiego. Od 1991 w niepodległej Białorusi.